# Jan Bratkowski (metteur en scène)
Jan Andrzej Bratkowski est un acteur et metteur en scène polonais né le 24 janvier 1931 à Varsovie, décédé le 18 décembre 2015 dans la même ville.

## Biographie
En 1953, il obtient son diplôme à la Faculté d'art dramatique de l'Académie de théâtre Alexandre-Zelwerowicz. Il commence sa carrière en 1953 au Théâtre Polski, puis, en 1956, il joue au Théâtre de la Jeune Varsovie. En 1961, il obtient son diplôme à la Faculté de mise en scène de l'Académie de théâtre Alexandre-Zelwerowicz. De 1968 à 1972, il est directeur du Théâtre dramatique de Varsovie. De 1978 à 2000, il met en scène des spectacles au Théâtre Polski. De 1973 à 1993, il est professeur à la faculté de réalisation cinématographique et télévisuelle de l'École nationale de cinéma de Łódź. Il est titulaire du titre de professeur d'arts cinématographiques, spécialisé dans la mise en scène théâtrale et la réalisation télévisuelle.